# Aemilius wagneri
Aemilius wagneri är en skalbaggsart som beskrevs av Lemoult 1939. Aemilius wagneri ingår i släktet Aemilius och familjen Cetoniidae. Inga underarter finns listade i Catalogue of Life.